# Geodia auroristella
Espèce
Geodia auroristella est une espèce d'éponges de la famille des Geodiidae présente dans l'océan Indien.

## Taxonomie
L'espèce est décrite par le zoologiste britannique Arthur Dendy en 1916.

## Distribution
L'espèce est présente dans la partie occidentale de l'océan Indien autour des Seychelles. Sa localité type est située dans les eaux de l'atoll Providence, dans les îles Extérieures.